# NGC 6200
NGC 6200 é um aglomerado aberto na direção da constelação de Ara. O objeto foi descoberto pelo astrônomo John Herschel em 1834, usando um telescópio refletor com abertura de 18,6 polegadas. Devido a sua moderada magnitude aparente (+7,4), é visível apenas com telescópios amadores ou com equipamentos superiores. 